# 小山文太郎
小山 文太郎（こやま ぶんたろう、1891年11月3日 - 1972年10月22日）は、日本の社会学者・社会科教育学者。
東京出身。1919年東京高等師範学校卒、1922年東京帝国大学文学部社会学科卒、横浜実科高等女学校教諭、1925年千葉県銚子町公正会主事。1927年東京帝大経済学部卒。1932年東京府豊島師範学校教諭、1934年東京市視学。39年東京市主事教育局教育研究所長、1952年駒澤大学教授（－1962）、1955年東京経済大学教授、1956年亜細亜大学教授・日本経済短期大学教授、1971年亜細亜大を定年、名誉教授。

## 著書
- 『男女学生の向ふべき職業と学校の選定』培風館 1923年
- 『職業指導と職業教育』教育研究会 1926年
- 『女学校を卒へて』三省堂 1928年
- 『教育革新烽火は父兄より』文化書房 1930年
- 『中学生の未来展望』培風館 1930年
- 『国史明解 学習受験』培風館 1932年
- 『社会学座談』章華社 1934年
- 『雄飛期日本と教育躍進』明治図書 1934年
- 『中学生と前途の悩み』培風館 1936年
- 『職業指導講話』培風館 1937年
- 『新時代の結婚』敎育科學社 女性敎養全書 1947年
- 『女性の心理』敎育科學社 女性敎養全書 1947年
- 『女性の新敎養』敎育科學社 女性敎養全書 1947年
- 『青年に語る社会学』清水書房 1947年
- 『職業指導新講』教育科学社 1948年
- 『女性の生態』敎育科學社 1948年
- 『女性の生活美』敎育科學社 女性敎養全書 1948年
- 『政府と経済生活』清水書院 1948年
- 『物資の生産と流通』清水書院 1948年
- 『職業指導要論』教育科学社 1949年
- 『新制高校社会科民主主義』清水書院 1949年
- 『民主主義の發展 中学社会科』清水書院 1949年
- 『教育社会学要説』培風館 1950年
- 『高校生の進路計画』培風館 1950年
- 『新制高校社会科新單元準據時事問題』清水書院 1950年
- 『社会　短期総整理』清水書院 1956年
- 『実践社会教育』塙書房 1956年
- 『道徳教育の話題』理想社 1958年
- 『受験と就職のための学生の社会』清水書院 1959年
- 『職場 企業エリートへのガイダンス』日刊工業新聞社 1965年

### 共著
- 『国民教書』上中亀太郎共著 盛文書院 1919年
- 『高等社会科一般社会 物資の生産と流通,政府と経済生活,労働問題』国松久弥共著 清水書院 1950年
- 『教科書解説中学歴史 問題解決と整理表解』香川幹一共著 清水書院 1958年
- 『中学政治・経済・社会 教科書解説 問題解決と整理表解』香川幹一共著 清水書院 1958年
- 『中学地理 教科書解説 問題解決と整理表解』香川幹一共著 清水書院 1958年